# روزگار وصل (مجموعه تلویزیونی ۱۳۷۶)
روزگار وصل یک مجموعه تلویزیونی به زبان آذری محصول سال ۱۳۷۶ به کارگردانی، نویسندگی و تهیه‌کنندگی غلامرضا صیامی‌زاده می‌باشد که از شبکه سحر پخش شد. این مجموعه در ۸ قسمت ۴۰ دقیقه ای برای سیمای آذری شبکه جهانی سحر تهیه شد.
پیرمردی به نام اصلان که بعد از وقایع جنگ جهانی دوم در آذربایجان، به شوروی فرار کرده‌است، بعد از فروپاشی شوروی به ایران بازمی‌گردد و به دنبال خانواده و اقوامش می‌رود و نهایتاً در مشهد خواهرانش را پیدا می‌کند.

## بازیگران
- اتابک نادری
- آتش تقی‌پور
- اکبر منصوری
- بهرام پوردنیا
- توران قادری
- جعفر رضایی‌اصل
- حجت بابایی
- حسن محمداف
- حوریه امیری
- رجب نوری
- روح‌الله مفیدی
- سعید بحرالعلومی
- شاپور بخشایی
- عباسعلی سفیدی
- غفور ملکی
- فرهاد زندی
- گیتی رامیان
- محرم بسیم
- منوچهر ستینه
- مهتاب رامیان
- ناصر جعفری